# Bolliger & Mabillard

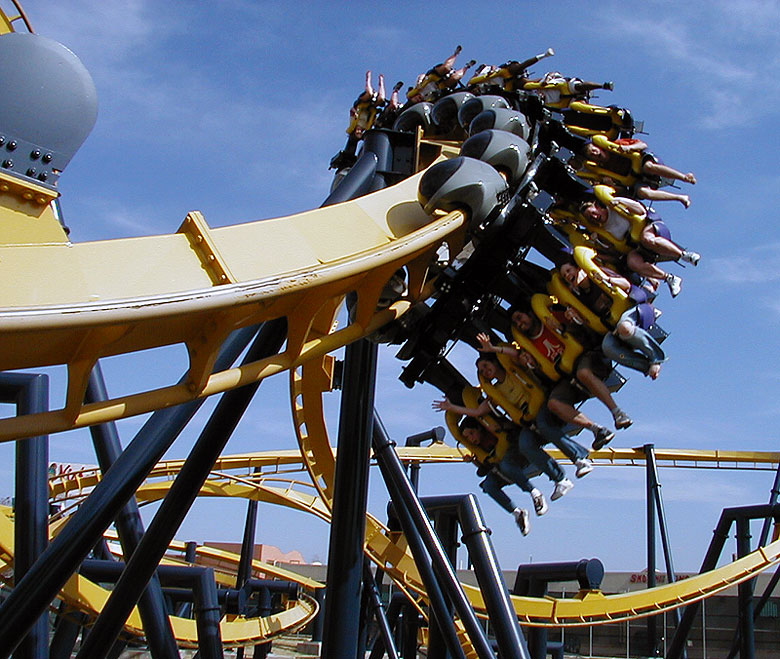
Ein B&M Inverted Coaster

Bolliger & Mabillard Ingénieurs Conseils SA (kurz B&M) ist ein Schweizer Ingenieurbüro und bekannter Hersteller von Achterbahnen aus Monthey.

## Geschichte
Walter Bolliger und Claude Mabillard arbeiteten bei Giovanola unter anderem am ersten Stand-Up Coaster und gründeten 1988 ihr eigenes Unternehmen. B&M leistete nicht nur Pionierarbeit beim Inverted Coaster und Floorless Coaster, sondern baute mit Oblivion in Alton Towers auch die erste Achterbahn mit einer fast senkrechten Abfahrt. Abseits von ihrem Hauptgeschäftsfeld – den Stahlachterbahnen – bauten sie auch die Züge für die Holzachterbahn Psyclone (Six Flags Magic Mountain). Während B&M vor allem in den USA vertreten ist, gibt es in Europa deutlich weniger Bahnen des Herstellers. In Deutschland sind dies Black Mamba (2006) im Phantasialand, Silver Star (2002) im Europa-Park sowie KRAKE (2011) und Flug der Dämonen (2014) im Heide Park Resort. Seit 2023  steht im Legoland Deutschland in Günzburg ein Wing Coaster names Maximus – Flug des Wächters. Die Achterbahnen Shambhala im Port Aventura bei Tarragona und Fenix im Toverland Sevenum in den Niederlanden sind auch von B&M. Während B&M in seinen Anfangsjahren mehr für Großachterbahnen bekannt war, verkaufen sie speziell seit 2023 immer mehr Achterbahnen mit Familien als Zielgruppe. Beispiele sind Peguin Trek (Sea World Orlando, 2024) und Maximus Flug des Wächters (Legoland Deutschland, 2023).

## Achterbahnmodelle

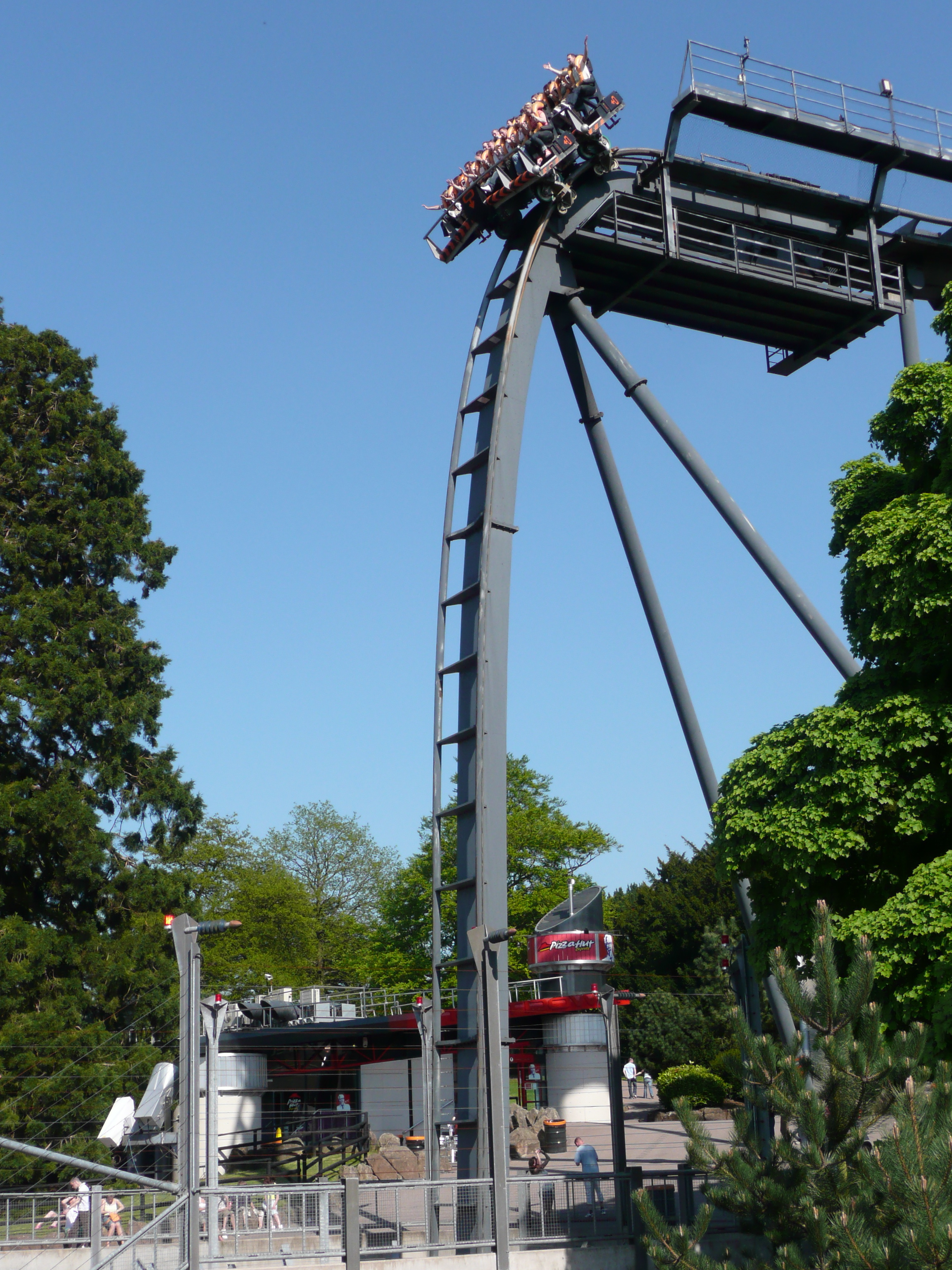
Erster Dive Coaster Oblivion

| Modell                  | Beispiele                                                                        |
| ----------------------- | -------------------------------------------------------------------------------- |
| Dive Coaster            | Oblivion in Alton Towers; KRAKE im Heide Park Resort                             |
| Family Inverted Coaster | Family Inverted Coaster in den Freizeitparks Happy Valley Songjiang und Chaoyang |
| Floorless Coaster       | Superman – La atracción de acero im Parque Warner Madrid                         |
| Flying Coaster          | Tatsu im Six Flags Magic Mountain                                                |
| Hyper Coaster           | Silver Star im Europa-Park; Behemoth im Canada’s Wonderland                      |
| Inverted Coaster        | Katun im Mirabilandia, Black Mamba im Phantasialand                              |
| Sitting Coaster         | Dragon Khan im PortAventura                                                      |
| Stand-Up Coaster        | The Riddler’s Revenge im Six Flags Magic Mountain                                |
| Surf-Coaster            | Pipeline the Surf Coaster im SeaWorld Orlando                                    |
| Wing Coaster            | Raptor im Gardaland, Flug der Dämonen im Heide Park Resort, Fēnix im Toverland   |

## Liste der B&M-Bahnen

### Dive Coaster
| Name                             | Park                            | Land                   | Öffnungsjahr  | Besonderheiten |
| -------------------------------- | ------------------------------- | ---------------------- | ------------- | --- |
| Oblivion                         | Alton Towers                    | Vereinigtes Königreich | 1998          | kleinste Anlage und erster Dive Coaster |
| Diving Machine G5                | Janfusun Fancyworld             | Taiwan                 | 2000          | |
| SheiKra                          | Busch Gardens Tampa Bay         | USA                    | 2005          | erstmals mit 90-Grad-Drop und Splashdown ausgestattet und erstes Modell mit Inversion: Immelmann                                                                  |
| Griffon                          | Busch Gardens Williamsburg      | USA                    | 2007          | erstmals mit bodenlosen Zügen ausgestattet außerdem breiteste Züge: 10 Sitzplätze pro Reihe                                                                       |
| Dive Coaster                     | Chimelong Paradise              | China                  | 2008          | |
| Diving Coaster                   | Happy Valley Shanghai           | China                  | 2009          | fast baugleich mit SheiKra, die einen 3 Meter längeren Fahrweg hat                                                                                                |
| Krake                            | Heide Park Resort               | Deutschland            | 2011          | erster Dive Coaster mit nur 6 Sitzplätzen in einer Reihe sowie einziger Dive Coaster, der nach First Drop in den Splashdown eintaucht                             |
| Oblivion – The Black Hole        | Gardaland                       | Italien                | 2015          | |
| Baron 1898                       | Efteling                        | Niederlande            | 2015          | kein Splashdown, Dive unter die Erde in einen Tunnel, 6 Sitzplätze in einer Reihe                                                                                 |
| Valravn                          | Cedar Point                     | Vereinigte Staaten     | 2016          | kein Splashdown, 8 Sitzplätze in einer Reihe, Westenbügel, höchster Dive Coaster zusammen mit Yukon Striker                                                       |
| Flying Apsaras in Western Region | Happy Valley (Chengdu)          | China                  | 2018          | |
| Draken                           | Gyeongju World                  | Südkorea               | 2018          | ähnliches Layout wie Griffon |
| Valkyria                         | Liseberg                        | Schweden               | 2018          | Ersetzt Kanonen |
| Yukon Striker                    | Canada’s Wonderland             | Kanada                 | 2019          | schnellster und längster Dive Coaster, längster Drop auf einem Dive Coaster, höchster Dive Coaster zusammen mit Valravn, Dive Coaster mit den meisten Inversionen |
| Emperor                          | SeaWorld San Diego              | USA                    | 2022          | |
| Dr. Diabolical’s Cliffhanger     | Six Flags Fiesta Texas          | USA                    | 2022          | steilster Dive Coaster mit 95° |
| Iron Menace                      | Dorney Park & Wildwater Kingdom | USA                    | 2024          | |
| Wrath of Rakshasa                | Six Flags Great America         | USA                    | 2025 (im Bau) | |

### Family Coaster
| Name         | Park             | Land | Öffnungsjahr | Besonderheiten                   |
| ------------ | ---------------- | ---- | ------------ | -------------------------------- |
| Penguin Trek | SeaWorld Orlando | USA  | 2024         | keine Inversionen, 2er-Sitzreihe |

### Family Inverted Coaster
| Name                             | Park                       | Land               | Öffnungsjahr  | Besonderheiten                   |
| -------------------------------- | -------------------------- | ------------------ | ------------- | -------------------------------- |
| Family Inverted Coaster          | Happy Valley (Shanghai)    | China              | 2014          | keine Inversionen, 2er-Sitzreihe |
| Family Inverted Coaster          | Happy Valley (Peking)      | China              | 2018          | keine Inversionen, 2er-Sitzreihe |
| Phoenix Rising                   | Busch Gardens Tampa        | USA                | 2024          | keine Inversionen, 2er-Sitzreihe |
| Big Bad Wolf: The Wolf’s Revenge | Busch Gardens Williamsburg | Vereinigte Staaten | 2025 (im Bau) |                                  |
| Big LEGO Coaster                 | Legoland Shanghai          | China              | 2025 (im Bau) |                                  |
| Unbekannt                        | Legoland Sichuan           | China              | 2025 (im Bau) |                                  |

### Floorless Coaster
| Name                                                     | Park                                           | Land     | Öffnungsjahr                     | Besonderheiten                                                           |
| -------------------------------------------------------- | ---------------------------------------------- | -------- | -------------------------------- | ------------------------------------------------------------------------ |
| Medusa                                                   | Six Flags Great Adventure                      | USA      | 1999                             |                                                                          |
| Superman: Krypton Coaster                                | Six Flags Fiesta Texas                         | USA      | 2000                             |                                                                          |
| Medusa                                                   | Six Flags Discovery Kingdom                    | USA      | 2000                             | erstmals mit Sea-Serpent-Roll ausgestattet                               |
| Kraken                                                   | Sea World Orlando                              | USA      | 2000                             |                                                                          |
| Insane Speed                                             | Janfusun Fancyworld                            | Taiwan   | 2001                             |                                                                          |
| Superman – La atracción de acero                         | Parque Warner Madrid                           | Spanien  | 2002                             |                                                                          |
| Batman – The Dark Knight                                 | Six Flags New England                          | USA      | 2002                             |                                                                          |
| Scream!                                                  | Six Flags Magic Mountain                       | USA      | 2003                             |                                                                          |
| Dæmonen                                                  | Tivoli                                         | Dänemark | 2004                             |                                                                          |
| Hydra the Revenge                                        | Dorney Park & Wildwater Kingdom                | USA      | 2005                             | erstmals mit Inclined Dive-Loop ausgestattet                             |
| Dominator war vorher Batman: Knight Flight (2000 - 2003) | Kings Dominion Geauga Lake & Wildwater Kingdom | USA      | 2008 2000 bis 2007               | längster Floorless Coaster der Welt                                      |
| Hair Raiser                                              | Ocean Park Hong Kong                           | China    | 2011                             |                                                                          |
| Hot Wheels Nitro war vorher Nitro                        | Adlabs Imagica                                 | Indien   | 2013                             |                                                                          |
| Rougarou war vorher Mantis                               | Cedar Point                                    | USA      | 2015 1996 bis 2014               | erstmals mit Inclined-Loop ausgestattet, war ehemalig Stand Up           |
| Patriot war vorher Vortex                                | California’s Great America                     | USA      | 2017 1991 bis 2016               | war ehemalig Stand-Up                                                    |
| Firebird war vorher Apocalypse war vorher Iron Wolf      | Six Flags America Six Flags Great America      | USA      | 2012 2012 bis 2018 1990 bis 2011 | Erste Achterbahn des Herstellers B&M. War bis 2019 ein Stand-Up Coaster. |

### Flying Coaster
| Name                      | Park                      | Land                   | Öffnungsjahr       | Besonderheiten                                                  |
| ------------------------- | ------------------------- | ---------------------- | ------------------ | --------------------------------------------------------------- |
| Galactica war vorher Air  | Alton Towers              | Vereinigtes Königreich | 2015 2002 bis 2015 |                                                                 |
| Superman: Ultimate Flight | Six Flags Over Georgia    | USA                    | 2002               |                                                                 |
| Superman: Ultimate Flight | Six Flags Great Adventure | USA                    | 2003               |                                                                 |
| Superman: Ultimate Flight | Six Flags Great America   | USA                    | 2003               |                                                                 |
| Tatsu                     | Six Flags Magic Mountain  | USA                    | 2006               | höchster Pretzel-Loop der Welt sowie schnellster Flying Coaster |
| Crystal Wings             | Happy Valley Shanghai     | China                  | 2006               |                                                                 |
| Manta                     | SeaWorld Orlando          | USA                    | 2009               |                                                                 |
| Starry Sky Ripper         | World Joyland             | China                  | 2011               |                                                                 |
| Acrobat                   | Nagashima Spa Land        | Japan                  | 2015               | bauähnlich wie Manta                                            |
| Harpy                     | Xishuangbanna Theme Park  | China                  | 2015               | Seit 2020 nicht mehr in Betrieb                                 |
| Flying Dinosaur           | Universal Studios Japan   | Japan                  | 2016               |                                                                 |

### Hyper Coaster
Die von B&M hergestellten Hyper Coaster haben vom Grundsatz her immer eine Streckenführung vom Typ „Out-&-Back“, was bedeutet, dass sich die Züge auf einer annähernd geraden Strecke von einem Punkt entfernen, dann umdrehen und wieder zum Ausgangspunkt zurückkehren. Die einzige Ausnahme bildet hier die Bahn Raging Bull.
| Name                                               | Park                       | Land        | Öffnungsjahr | Besonderheiten                                   |
| -------------------------------------------------- | -------------------------- | ----------- | ------------ | ------------------------------------------------ |
| Apollo’s Chariot                                   | Busch Gardens Williamsburg | USA         | 1999         |                                                  |
| Raging Bull                                        | Six Flags Great America    | USA         | 1999         |                                                  |
| Nitro                                              | Six Flags Great Adventure  | USA         | 2001         |                                                  |
| Silver Star                                        | Europa-Park                | Deutschland | 2002         |                                                  |
| Goliath                                            | La Ronde                   | Kanada      | 2006         |                                                  |
| Goliath                                            | Six Flags Over Georgia     | USA         | 2006         |                                                  |
| Hollywood Dream: The Ride                          | Universal Studios Japan    | Japan       | 2007         |                                                  |
| Behemoth                                           | Canada’s Wonderland        | Kanada      | 2008         |                                                  |
| Diamondback                                        | Kings Island               | USA         | 2009         |                                                  |
| Thunder Striker bis 2023: Intimidator              | Carowinds                  | USA         | 2010         |                                                  |
| Leviathan                                          | Canada’s Wonderland        | Kanada      | 2012         |                                                  |
| Shambhala                                          | Port Aventura              | Spanien     | 2012         |                                                  |
| Fury 325                                           | Carowinds                  | USA         | 2015         | höchste, schnellste und längste Bahn dieses Typs |
| Unbekannt                                          | Hot Go Dreamworld          | China       | 2015         | bislang nie in Betrieb                           |
| Mako                                               | SeaWorld Orlando           | USA         | 2016         |                                                  |
| Flight of the Himalayan Eagle Music Roller Coaster | Happy Valley (Peking)      | China       | 2019         |                                                  |
| Orion                                              | Kings Island               | USA         | 2020         |                                                  |
| Candymonium                                        | Hersheypark                | USA         | 2020         |                                                  |

### Inverted Coaster
| Name                                                                       | Park                                                       | Land                   | Öffnungsjahr                     | Besonderheiten |
| -------------------------------------------------------------------------- | ---------------------------------------------------------- | ---------------------- | -------------------------------- | --- |
| Batman: The Ride                                                           | Six Flags Great America                                    | USA                    | 1992                             | |
| Flight Deck                                                                | California’s Great America                                 | USA                    | 1993                             | |
| Batman: The Ride                                                           | Six Flags Great Adventure                                  | USA                    | 1993                             | |
| Nemesis Reborn bis 2022: Nemesis                                           | Alton Towers                                               | Vereinigtes Königreich | 1994                             | |
| Batman: The Ride                                                           | Six Flags Magic Mountain                                   | USA                    | 1994                             | |
| Raptor                                                                     | Cedar Point                                                | USA                    | 1994                             | |
| Diavlo                                                                     | Himeji Central Park                                        | Japan                  | 1994                             | |
| Batman: The Ride                                                           | Six Flags St. Louis                                        | USA                    | 1995                             | Gespiegelte Version von Batman:The Ride                                                                                  |
| Montu                                                                      | Busch Gardens Tampa Bay                                    | USA                    | 1996                             | erste Achterbahn mit Immelmann                                                                                           |
| The Great White                                                            | SeaWorld San Antonio                                       | USA                    | 1997                             | |
| Pyrenees                                                                   | Shima Spain Village                                        | Japan                  | 1997                             | |
| Alpengeist                                                                 | Busch Gardens Williamsburg                                 | USA                    | 1997                             | höchster Inverted-Coaster der Welt                                                                                       |
| Batman: The Ride                                                           | Six Flags Over Georgia                                     | USA                    | 1997                             | |
| Great Bear                                                                 | Hersheypark                                                | USA                    | 1998                             | |
| Afterburn                                                                  | Carowinds                                                  | USA                    | 1999                             | |
| Batman: The Ride                                                           | Six Flags Over Texas                                       | USA                    | 1999                             | |
| Dragon Challenge                                                           | Islands of Adventure                                       | USA                    | 1999 bis 2017                    | weltweit einzige duellierende Inverted-Coaster, wurde 2017 abgerissen                                                    |
| Katun                                                                      | Mirabilandia                                               | Italien                | 2000                             | längster Inverted-Coaster in Europa                                                                                      |
| Talon                                                                      | Dorney Park & Wildwater Kingdom                            | USA                    | 2001                             | |
| Shadows of Arkham hieß zuerst Batman la Fuga, danach Batman: Arkham Asylum | Parque Warner Madrid                                       | Spanien                | 2016 2002 bis 2016               | |
| Vampire                                                                    | La Ronde                                                   | Kanada                 | 2001                             | |
| Nemesis Inferno                                                            | Thorpe Park                                                | Vereinigtes Königreich | 2003                             | weltweit einziger Inverted-Coaster mit Interlocking Corkscrews                                                           |
| Silver Bullet                                                              | Knott’s Berry Farm                                         | USA                    | 2004                             | |
| Lightning                                                                  | Entertainment City                                         | Kuwait                 | 2004                             | |
| Patriot                                                                    | Worlds of Fun                                              | USA                    | 2006                             | |
| Black Mamba                                                                | Phantasialand                                              | Deutschland            | 2006                             | erstmals mit Inclined-Immelmann ausgestattet                                                                             |
| Phaethon                                                                   | Gyeongju World                                             | Südkorea               | 2007                             | |
| Goliath war vorher Batman: The Ride war vorher Gambit                      | Six Flags Fiesta Texas Six Flags New Orleans Thrill Valley | USA                    | 2008 2003 bis 2005 1995 bis 2002 | |
| The Monster war vorher Orochi                                              | Walygator Grand Est Expoland                               | Frankreich             | 2010 1996 bis 2007               | |
| OzIris                                                                     | Parc Astérix                                               | Frankreich             | 2012                             | |
| Banshee                                                                    | Kings Island                                               | USA                    | 2014                             | erstmals neues Bügelsystem (Wing Coaster) bei einem Inverted-Coaster, längster und schnellster Inverted-Coaster der Welt |
| Monster                                                                    | Gröna Lund                                                 | Schweden               | 2021                             | |
| Unbekannt                                                                  | Wonderla Amusement Park Chennai                            | Indien                 | 2025 (im Bau)                    | |

### Sitting Coaster
| Name                                              | Park                             | Land                | Öffnungsjahr       | Besonderheiten                                                           |
| ------------------------------------------------- | -------------------------------- | ------------------- | ------------------ | ------------------------------------------------------------------------ |
| Kumba                                             | Busch Gardens Tampa Bay          | USA                 | 1993               | Erster Dive Loop                                                         |
| Dragon Khan                                       | Port Aventura                    | Spanien             | 1995               |                                                                          |
| Incredible Hulk Coaster                           | Islands of Adventure             | USA                 | 1999               | Tire Propelled Launch, 2015 wurden fast alle Schienen durch neue ersetzt |
| Wildfire                                          | Silver Dollar City               | USA                 | 2001               | Besitzt Züge auf Basis der Hyper Coaster Variante                        |
| Dragon's Run war vorher Time Machine/Led Zeppelin | Dragon Park Freestyle Music Park | Vietnam             | 2017 2008 bis 2009 |                                                                          |
| Decepticoaster                                    | Universal Studios Beijing        | Volksrepublik China | 2021               | Tire Propelled Launch, gleiches Layout wie Incredible Hulk Coaster       |

### Stand-Up Coaster
| Name                           | Park                                                 | Land | Öffnungsjahr                | Besonderheiten |
| ------------------------------ | ---------------------------------------------------- | ---- | --------------------------- | -------------- |
| Vortex                         | Carowinds                                            | USA  | 1992                        |                |
| The Riddler’s Revenge          | Six Flags Magic Mountain                             | USA  | 1998                        |                |
| Georgia Scorcher               | Six Flags Over Georgia                               | USA  | 1999                        |                |
| Green Lantern war vorher Chang | Six Flags Great Adventure Six Flags Kentucky Kingdom | USA  | 2011 bis 2024 1997 bis 2009 |                |

### Surf Coaster
| Name                      | Park             | Land               | Öffnungsjahr | Besonderheiten                                  |
| ------------------------- | ---------------- | ------------------ | ------------ | ----------------------------------------------- |
| Pipeline the Surf Coaster | SeaWorld Orlando | Vereinigte Staaten | 2023         | Neuentwicklung vom Stand-Up Coaster, LSM Launch |

### Wing Coaster

Erster Wing Coaster Raptor

| Name                            | Park                            | Land                   | Öffnungsjahr  | Besonderheiten                                                   |
| ------------------------------- | ------------------------------- | ---------------------- | ------------- | ---------------------------------------------------------------- |
| Raptor                          | Gardaland                       | Italien                | 2011          |                                                                  |
| The Swarm                       | Thorpe Park                     | Vereinigtes Königreich | 2012          |                                                                  |
| Wild Eagle                      | Dollywood                       | USA                    | 2012          |                                                                  |
| X-Flight                        | Six Flags Great America         | USA                    | 2012          |                                                                  |
| GateKeeper                      | Cedar Point                     | USA                    | 2013          |                                                                  |
| Parrot Coaster                  | Chimelong Ocean Kingdom         | China                  | 2014          |                                                                  |
| Flug der Dämonen                | Heide Park Resort               | Deutschland            | 2014          | erster Wing Coaster Deutschlands                                 |
| Thunderbird                     | Holiday World                   | USA                    | 2015          | erster B&M-Coaster mit LSM-Launch                                |
| Unbekannt                       | Hot Go Dreamworld               | China                  | 2017          | bislang nie in Betrieb                                           |
| Flying Wing Coaster             | Happy Valley (Chongqing)        | China                  | 2017          |                                                                  |
| Wing Coaster                    | Colourful Yunnan Happy World    | China                  | 2018          |                                                                  |
| Fēnix                           | Toverland                       | Niederlande            | 2018          | erster Wing Coater der Benelux-Länder                            |
| Heaven's Wing                   | HB World                        | China                  | 2018          |                                                                  |
| Falcon                          | Wuxi Sunac Land                 | China                  | 2019          | Höchster und schnellster Wing Coaster der Welt                   |
| Forest Predator                 | Happy Valley Qixia              | China                  | 2020          |                                                                  |
| DaVinci Ride / 达芬奇飞翔       | Fantasy Valley Xiangzhou        | China                  | 2022          |                                                                  |
| Maximus – Der Flug des Wächters | LEGOLAND Deutschland            | Deutschland            | 2023          | erster Wing Coaster in einem LEGOLAND-Park                       |
| Mandrill Mayhem                 | Chessington World of Adventures | Vereinigtes Königreich | 2023          | mit "Jumanji" Thematisierung, erster Shuttle Launch Wing Coaster |
| Rapterra                        | Kings Dominion                  | USA                    | 2025 (im Bau) |                                                                  |

## Fotos

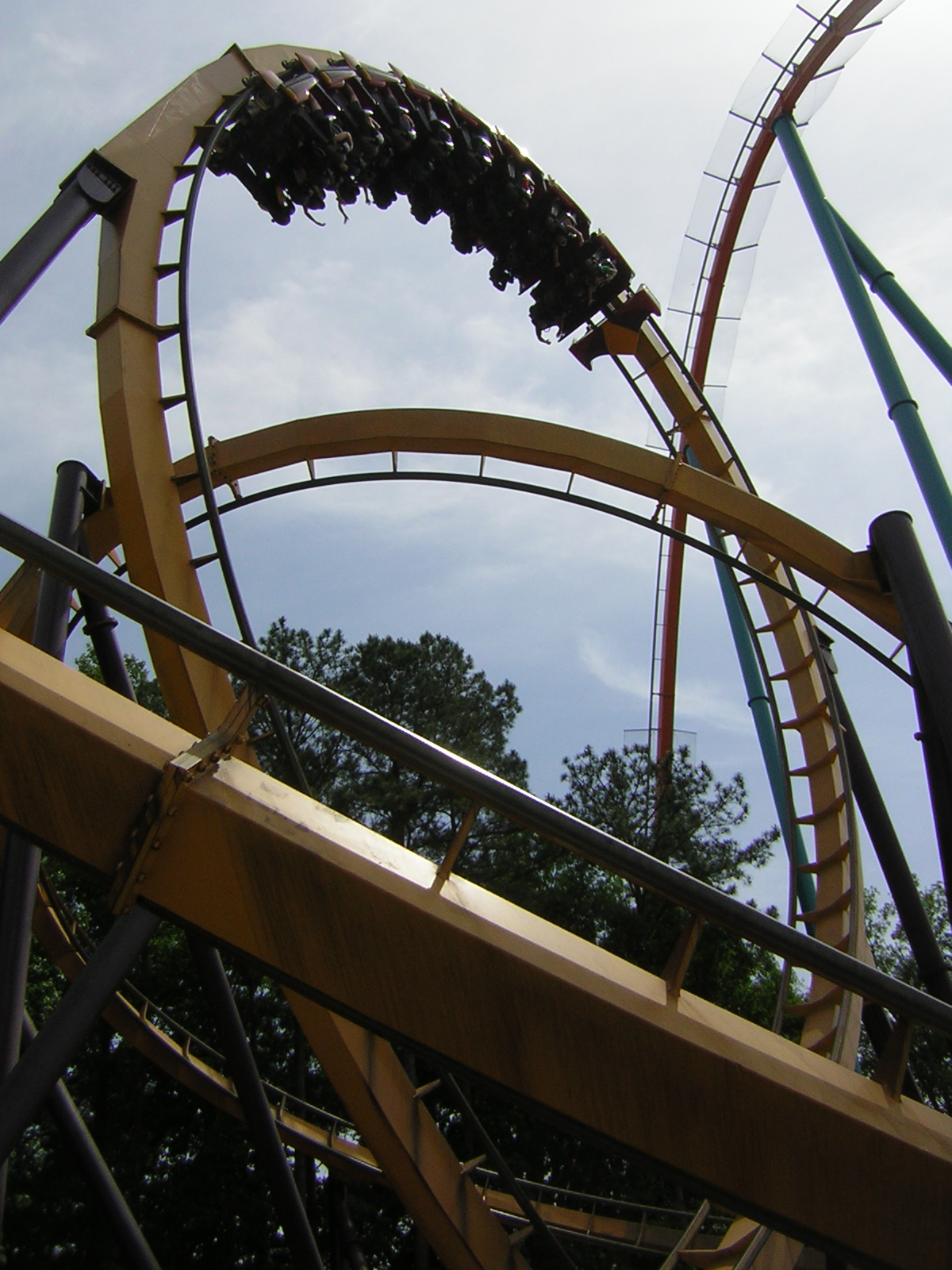
Georgia Scorcher in Six Flags Over Georgia (Stand-Up Coaster)
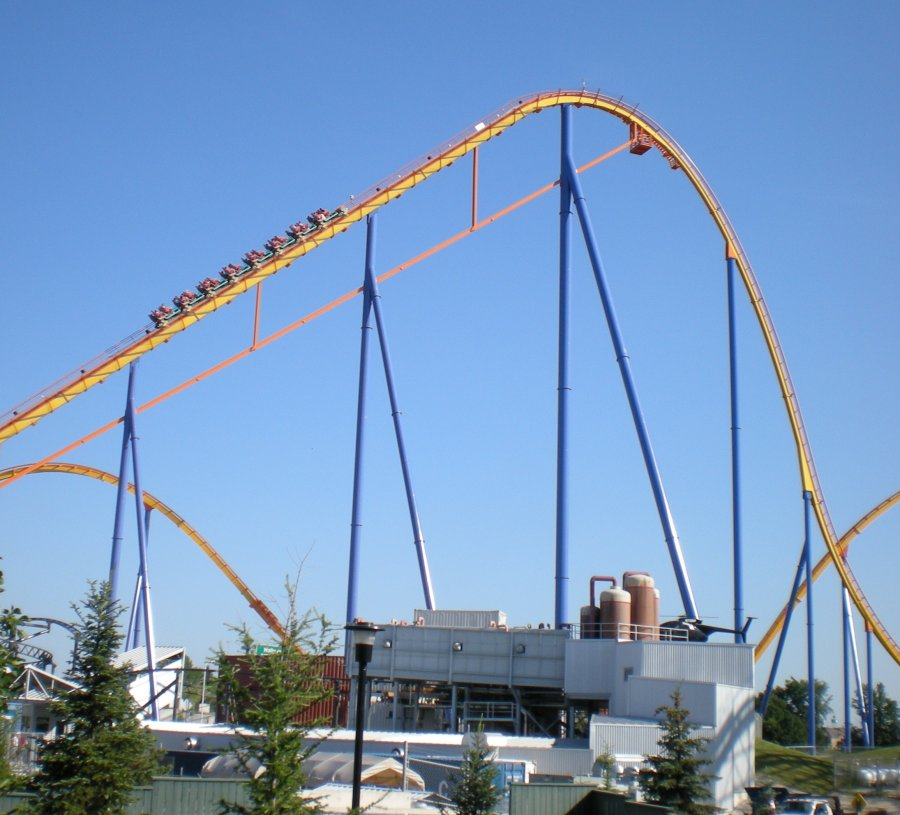
Behemoth in Canada’s Wonderland (Hyper Coaster)
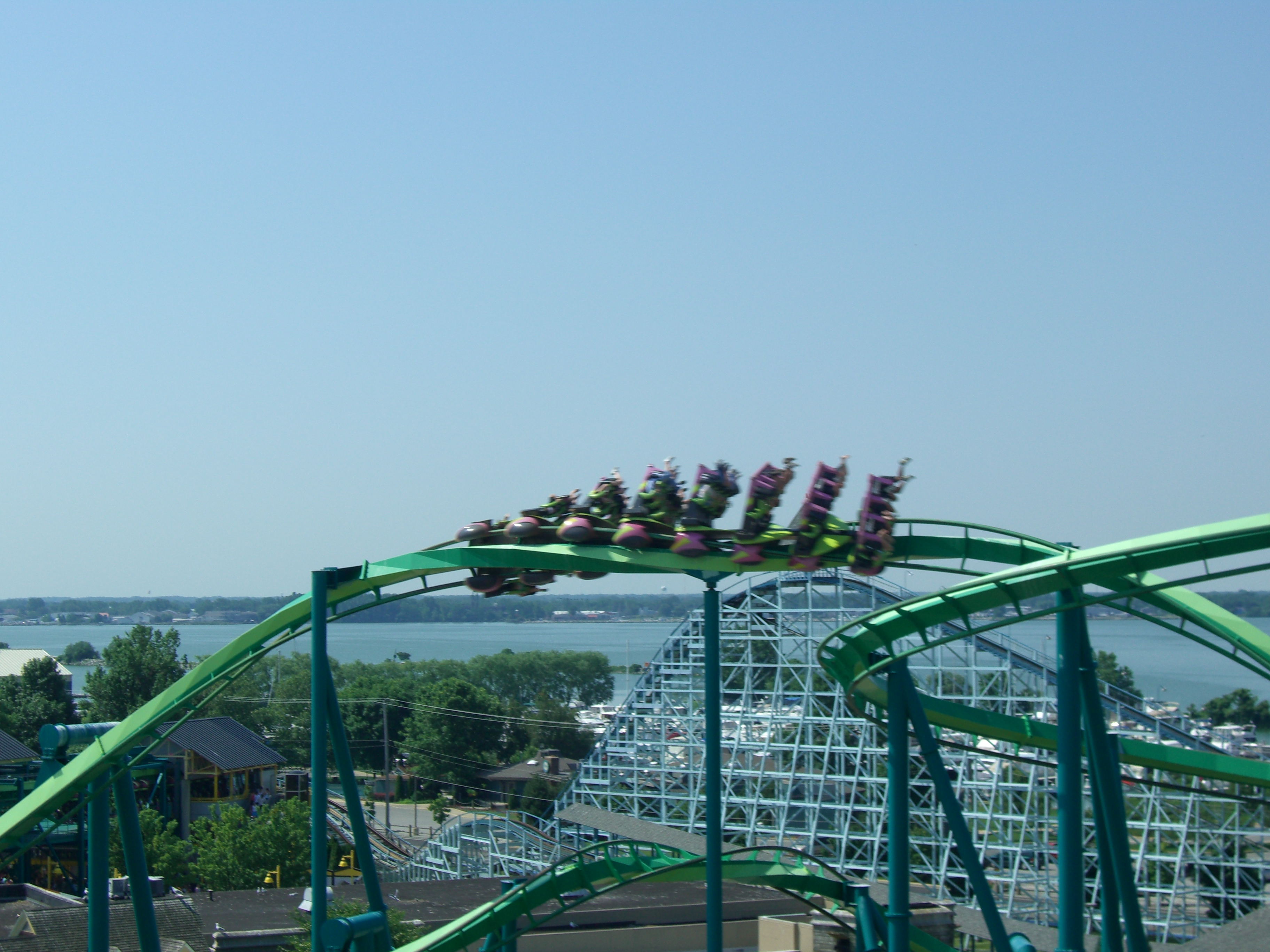
Raptor in Cedar Point (Inverted Coaster)
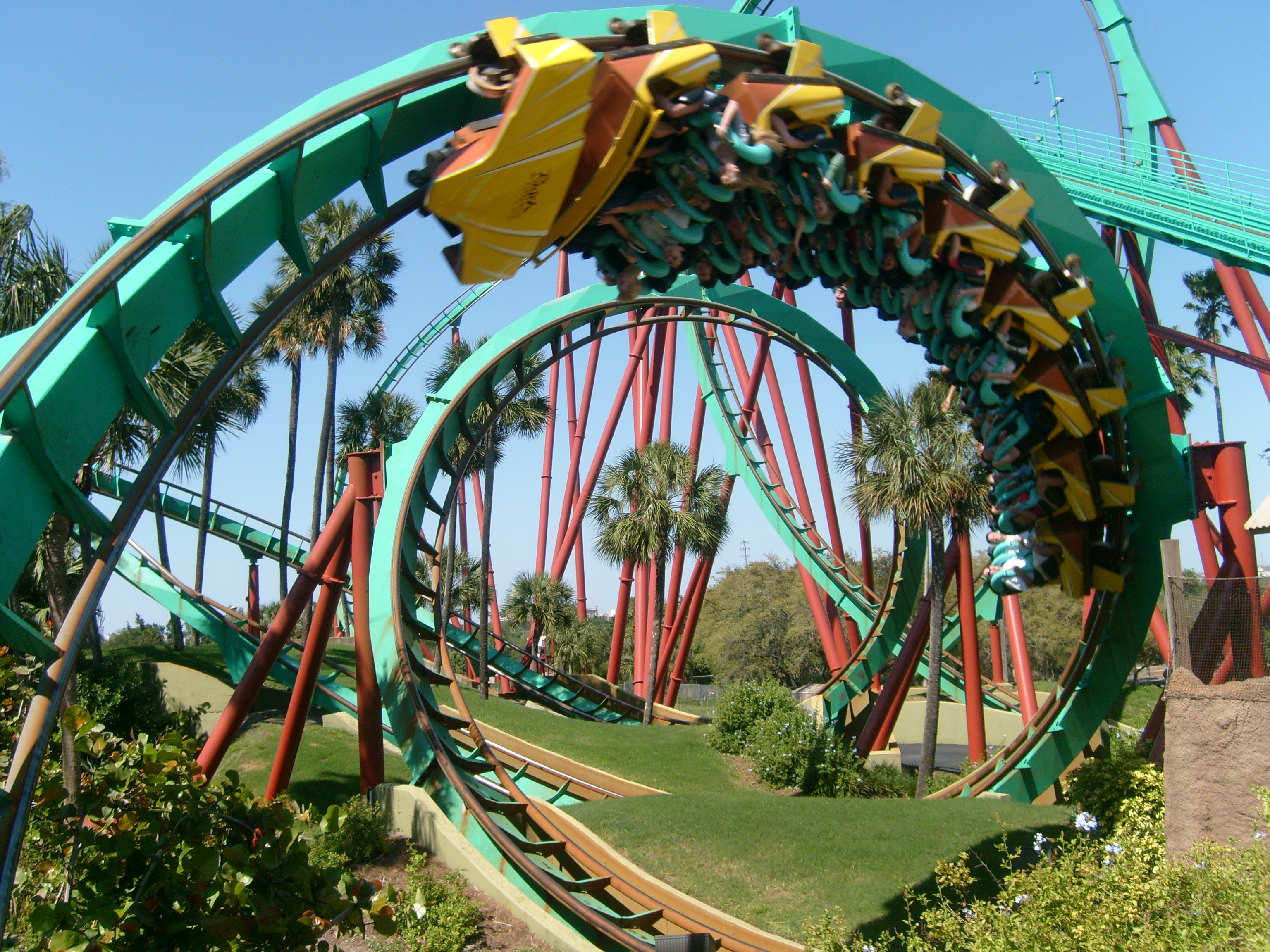
Kumba in Busch Gardens (Sitting Coaster)
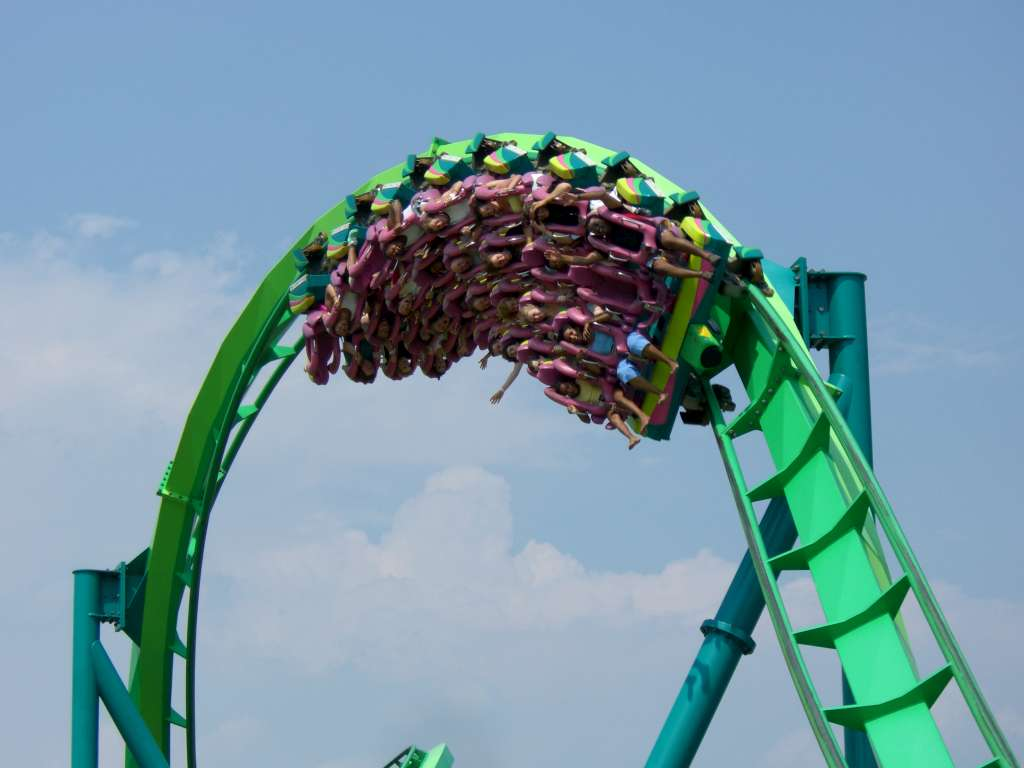
Hydra the Revenge im Dorney Park & Wildwater Kingdom (Floorless Coaster)
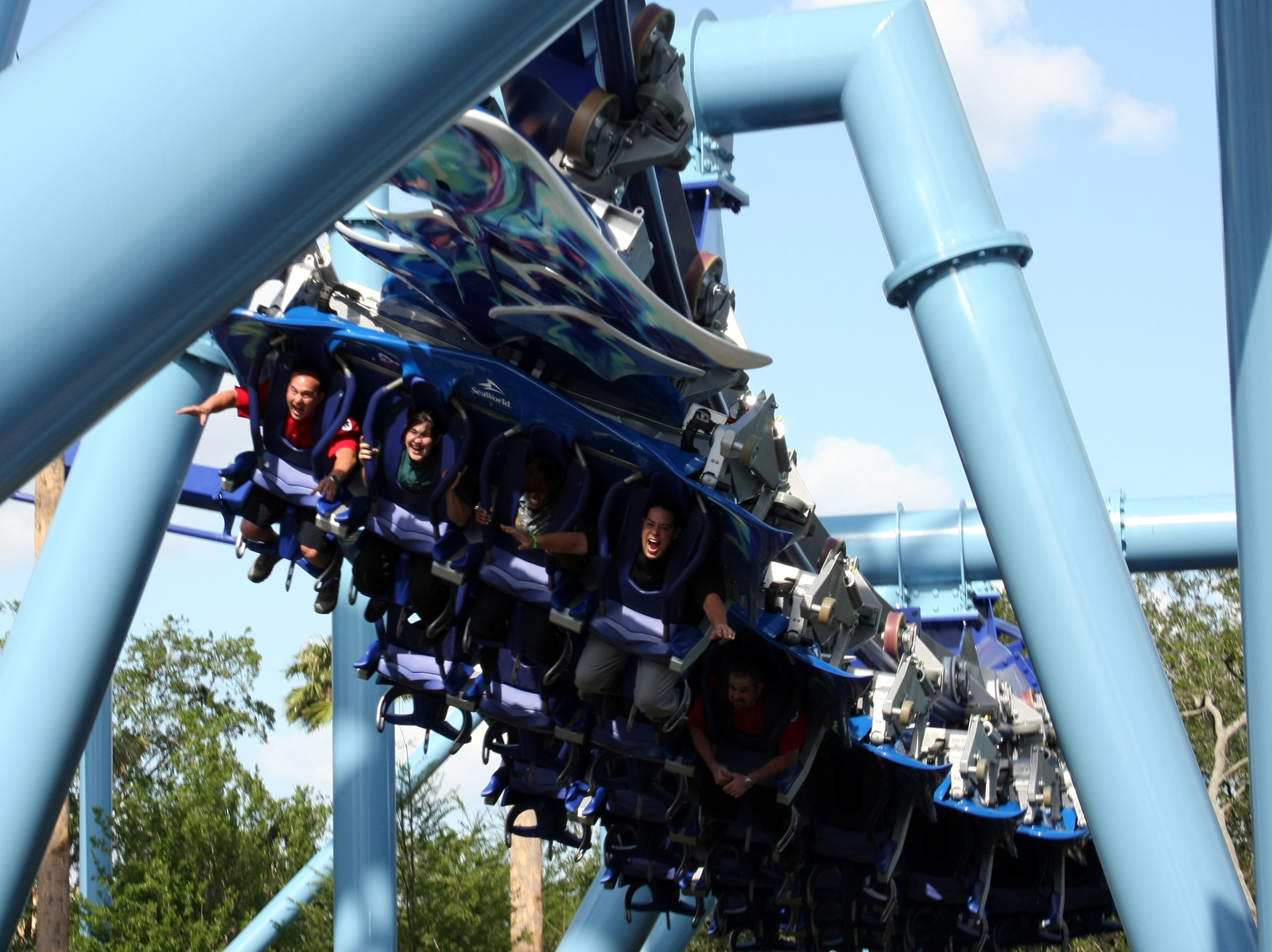
Manta in SeaWorld Orlando (Flying Coaster)
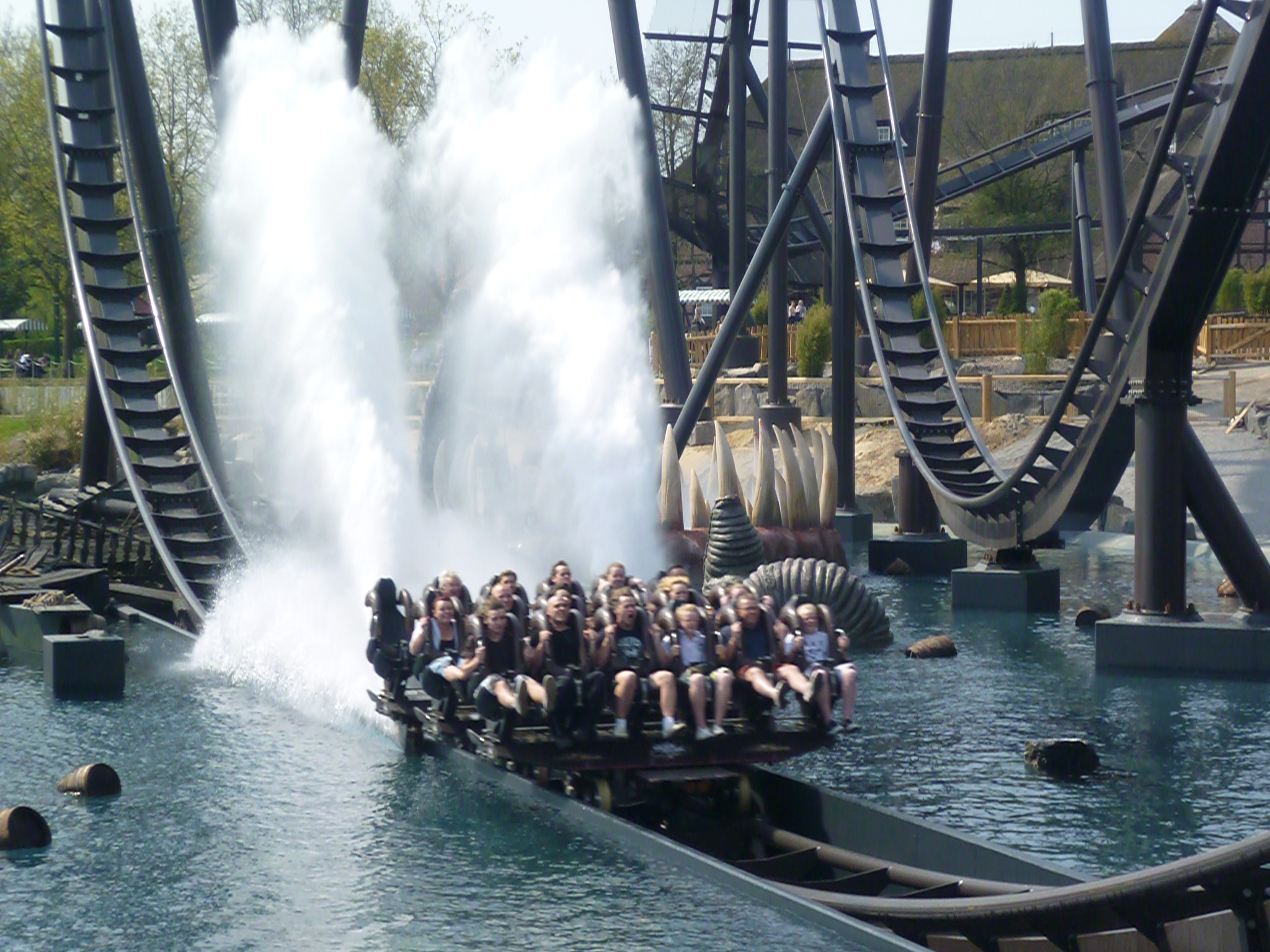
KRAKE im Heide Park Resort (Dive Coaster)
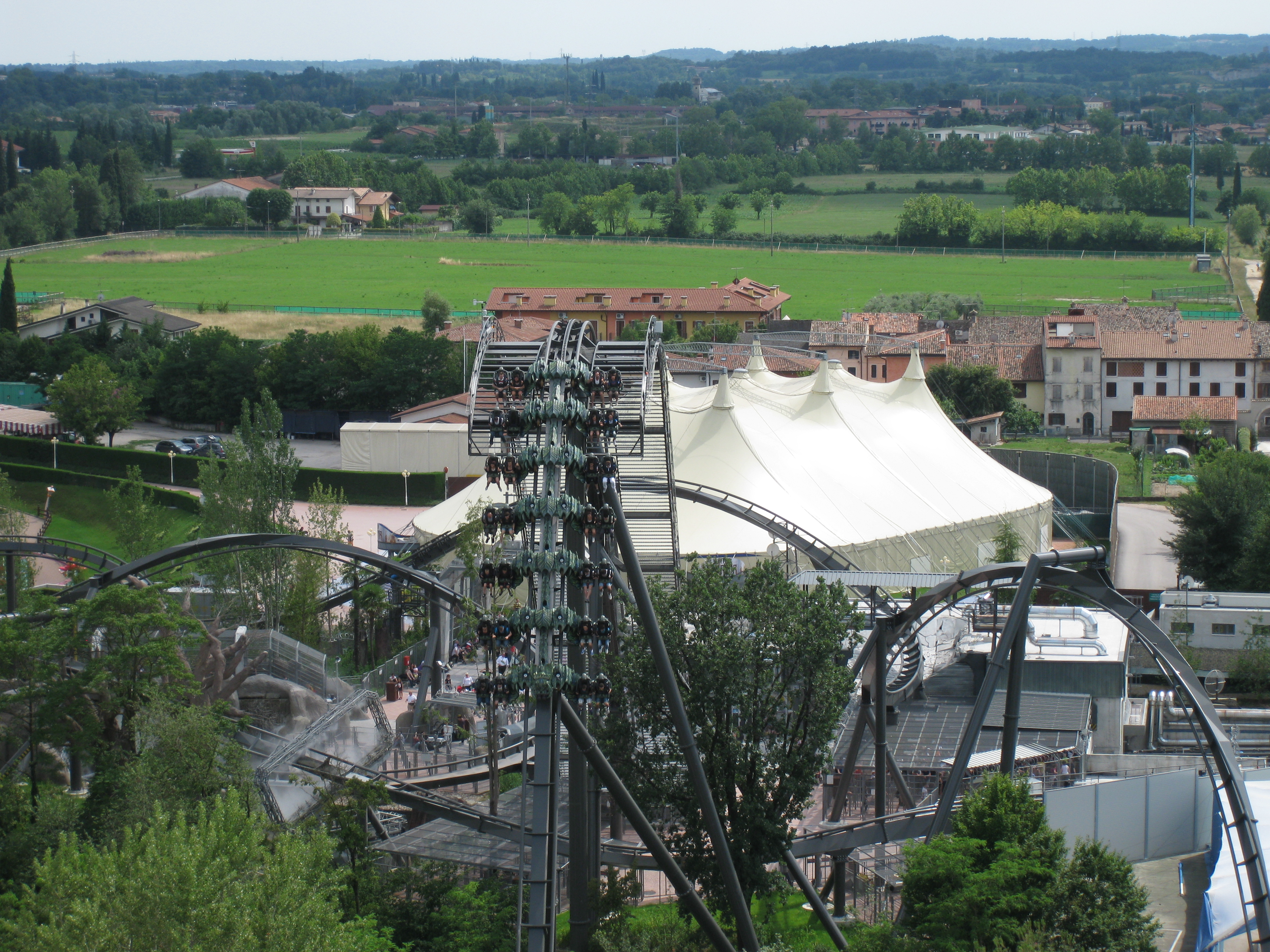
Raptor im Gardaland (Wing Coaster)